# Black Forest Open 2003
Il Black Forest Open 2003 è stato un torneo di tennis facente parte della categoria ATP Challenger Series nell'ambito dell'ATP Challenger Series 2003. Il torneo si è giocato a Freudenstadt in Germania dal 25 al 31 agosto 2003 su campi in terra rossa.

## Vincitori

### Singolare
Gorka Fraile ha battuto in finale  Alexander Waske con il punteggio di 3–6, 6–3, 6–4

### Doppio
Franz Stauder /  Alexander Waske hanno battuto in finale  Mariusz Fyrstenberg /  Marcin Matkowski con il punteggio di 6–4, 7–5